# Louis Armstrong Stadium (1978–2016)
Louis Armstrong Stadium byl tenisový stadion v Národním tenisovém centru Billie Jean Kingové, který ležel ve Flushing Meadows newyorského obvodu Queens. Stal se druhým největším dvorcem US Open, posledního ze čtyř grand slamových turnajů. Před otevřením Arthur Ashe Stadium v roce 1997 představoval největší a centrální dvorec areálu. Stadion nesl pojmenování po afroamerickém jazzovém hudebníkovi Louisi Armstrongovi, jenž zemřel v roce 1971.
Na dvorci bylo celkově odehráno více než 2 000 soutěžních utkání. Během října a listopadu 2016 došlo ke stržení stadionu a na jeho místě byla v srpnu 2018 otevřena nová aréna téhož jména se zatahovací střechou.

## Historie
Stadion byl otevřen v roce 1964 při newyorské světové výstavě a pojmenován Singer Bowl. Takto nazván byl podle společnosti vyrábějící šicí stroje (Singer Corporation), jež výstavbu sponzorovala. V roce 1978 se US Open přesunulo z Forest Hills do Flushing Meadows. Proto, aby mohl Singer Bowl pořádat turnaj, bylo nutné jej zrenovovat, což se stalo a po zrenovování se rozdělil na dva nové dvorce – Louis Armstrong Stadium a Grandstand. Stadion měl v době před vznikem Arthur Ashe Stadium kapacitu zhruba 18 000 diváků.
V roce 1997 vystřídal Louis Armstrong stadium na pozici centrálního dvorce US Open Arthur Ashe Stadium. Poté byl dvorec znovu zrenovován a kapacita snížena na 10 200 diváků. Nová cihlová fasáda jej propojila s přilehlým centrkurtem.
Se stadionem Louise Armstronga byl spojen třetí největší dvorec areálu US Open – Grandstand, který měl kapacitu 6 000 diváků.
V listopadu 2010 Americký tenisový svaz schválil plán na demolici stadionu a vybudování nového dvorce téhož jména Louis Armstrong Stadium. Nový stadion byl již opatřen zatahovací střechou.

### Památná utkání
Otevření proběhlo během úterního večera 29. srpna 1978, kdy v úvodním klání Švéd Björn Borg hladce porazil Australana Boba Hewitta. Naopak posledním utkáním se 6. září 2016 stala čtvrtfinálová porážka 38letých bratrů Bryanových na US Open 2016 od španělskho páru Feliciano López a Marc López.
Mezi památná utkání odehraná na dvorci se zařadila tzv. semifinále dvouher supersoboty 1984, některými označované za nejlepší den v historii tenisu, kdy se v maratónských zápasech představilo sedm pozdějších členů tenisové síně slávy včetně Johna McEnroea, Jimmyho Connorse, Martiny Navrátilové a Chris Evertové. V roce 1979 se v aréně stala šestnáctiletá Američanka Tracy Austinová nejmladší šampionkou Flushing Meadows bez rozdílu soutěží dospělých. Dvouhra 1980 přinesla dramatické pětisetové finále mezi Johnem McEnroem a poraženým Björnem Borgem, řazené k největším tenisovým bitvám.
V osmdesátých letech na kurtu vytvořil rekord Ivan Lendl osmi po sobě jdoucími finálovými účastmi. Ve čtvrtém kole dvouhry 1991 pak 39letý veterán Jimmy Connors v bouřlivém duelu zdolal favorizovaného krajana Aarona Kricksteina.